# Goupiaceae
Classification APG III (2009)
Famille

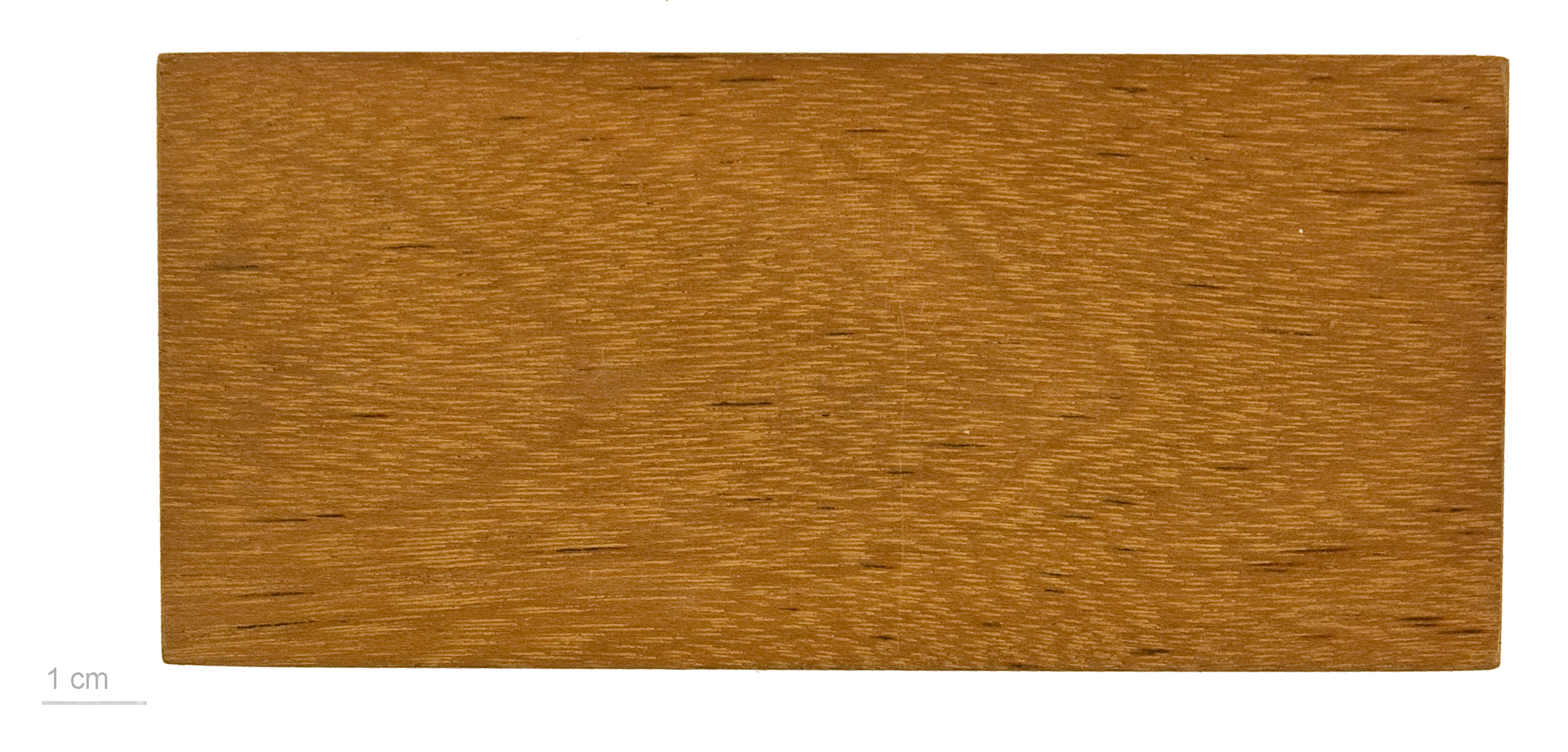
Goupia glabra au Muséum de Toulouse.

Les Goupiaceae (les Goupiacées) sont une famille de plantes à fleurs dicotylédones qui comprend de 1 à 3 espèces du genre Goupia.
Ce sont des arbres, à feuilles persistantes, des régions tropicales d'Amérique du Sud originaires de Guyane et du Brésil.

## Dénomination

### Étymologie
Le nom vient du genre type Goupia, nom latinisé de GOUPI employé par les Galibis  en Guyane à l'époque d'Aublet (auteur de l'espèce), pour désigner l'arbre Goupia glabra, nom qui a donné plus tard les noms kopi ou goupi de la langue Ndyuka.

## Classification
La classification classique de Cronquist (1981) place le genre Goupia dans la famille des Celastraceae et dans l'ordre des Celastrales. 
La classification phylogénétique situe cette famille dans l'ordre des Malpighiales.

## Liste des genres
Selon NCBI (23 mai 2010) et DELTA Angio (23 mai 2010) :
- genre Goupia

## Liste des espèces
Selon NCBI (23 mai 2010) :
- genre Goupia
  - Goupia glabra